# ۲۴ (فصل ۵)
فصل پنجم سریال ۲۴ که از روز ۱۵ ژانویه ۲۰۰۶ روی آنتن رفت و قسمت پایانی آن نیز روز ۲۲ می ۲۰۰۵ پخش شد، در هنگام پخش همین فصل بود که سریال ۲۴ جایزه امی را در بخش بهترین سریال درام دریافت کرد.

## داستان
این فصل مربوط به جریانات داخلی و گروهی که به ظاهر خواستار نفوذ در دولت ایالات متحده آمریکا هستند، جک باور از نام فرانک در ابتدای فیلم استفاده می‌کند که بعد از جریانات هیجان‌انگیزی، دوباره جک به فعالیت می‌پردازد.

## اپیزود یکم
در ابتدا رئیس جمهور سابق دیوید پالمر به دست عوامل ناشناس ترور می‌شود و تروریست‌ها درصدد می‌آیند این ترور را به گردن جک بیندازند و همچنین دوستان نزدیک جک هم‌چون میشل دسلر را می‌کشند یا تونی آلمیدا در این جریان زخمی می‌شود.همچنین این افراد درصدد کشتن کلوئی آبرایان می‌آیند که به کمک جک نجات پیدا می‌کند.همچنین رئیس جمهور چارلز لوگان درصدد بستن قراردادی با دولت روسیه است.

## اپیزود های میانی
تروریست‌های روس فرودگاهی را تصرف می‌کنند و از رئیس جمهور آمریکا می‌خواهند که مسیر حرکت رئیس جمهور روسیه یوری سواروف را در ازای آزادی افراد فرودگاه به آن‌ها بدهد. جک باور با انجام عملیاتی این گروگانگیری را خنثی می‌کند و همچنین ترور رئیس جمهور روسیه ناموفق می ماند، هدف بعدی تروریست‌ها معلوم می‌شود و واحد CTU از احتمال دارا بودن نوعی گاز خطرناک در دست تروریست‌ها گزارش می‌دهد.

## اپیزود های پایانی
تروریست‌ها یک مرکز خرید را هدف قرار می‌دهند که با هوشیاری جک تلفات به حداقل می‌رسد در فصل های پایانی معلوم می‌شود چارلز لوگان رئیس جمهور آمریکا با تروریست‌ها هم‌دست است و شخصی به نام هندرسون درصدد کشتن جک و از بین بردن مدارک می‌آید.در آخر جک این مسئله را ثابت می‌کند و چارلز لوگان دستگیر می شود، همچنین جک آدری رینز دختر وزیر دفاع را که به‌دست هندرسون افتاده بود را نجات می‌دهد، در اپیزود آخر چینی‌ها که به خاطر حمله به کنسولگریشان به دست جک (در فصل چهارم) ناراحت بودند جک را مخفیانه دستگیر می‌کنند و به چین می‌برند.

## پیوست ها
- سریال ۲۴
- ۲۴ (فصل ۶)
- سینمای آمریکا